# 台中清真寺
台中清真寺（たいちゅうせいしんじ; 中国語: 臺中清真寺; 拼音: Táizhōng Qīngzhēnsì）は台湾の台中市、南屯区にあるモスクで、これは台湾で4番目に建設されたモスクにあたる。台中モスクとも呼称される。

## 歴史
1949年に国共内戦の終結とともに中国本土から逃れてきた国民政府のムスリムの一部は、彰化市の田中鎮に居住していた。彼らはいくつかの家に集まって礼拝をおこなっていた。ムスリムが増加すると、それらの家に全員が入ることは不可能になっていき、モスクの必要性が生じた。

### 初代台中モスク

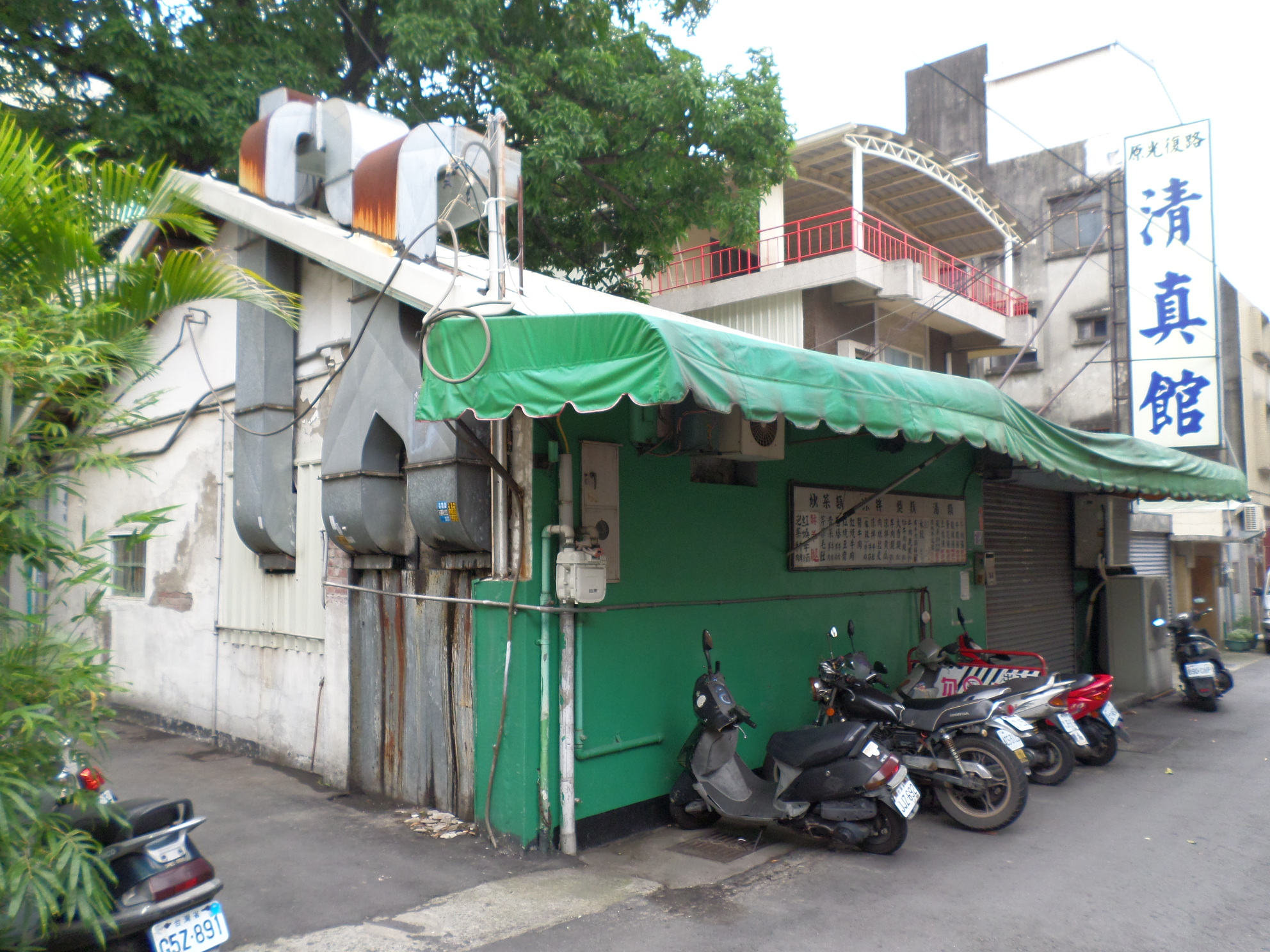
初代台中清真寺

1951年、彼らはモスクを建築するための計画を開始し、サウジアラビア政府も含めた様々なところから資金を調達した。台中清真寺として選ばれたのは南区の忠孝路にある日本式の家だった。モスクの面積は130平方メートル。1975年4月、台湾を訪問したサウジアラビアの運輸大臣が、モスクが完全に荒廃しているのを発見したのち、新しい場所に台中モスクを設立するために台湾政府に土地の割り当てを依頼し、中国回教協会に資金を提供した
。

### 2代目台中モスク
財政難により、新しい台中清真寺の建設計画は1989年5月まで一時的に停止された。その間に、現在の雲南省出身のムスリム馬紹武が理事長に就任した。その後、建設計画は1990年8月に再開された。1994年にモスクの建設が完了し、現在まで使用されている台中清真寺が大墩南路に完成した。
2020年、台中清真寺は内外装の全面改装を行った。6月に工事が完了し、環境保護を目指して屋上にはソーラーパネルが設置された。9月10日には台湾の様々な宗教間の相互理解と協力を推進するために設立された「中国宗教徒協会」の理事や会員116名が台中モスクを訪問した。

## 活動
モスクでは毎日5回の礼拝が行われている。図書館は、一般の人々にイスラム教について広く知ってもらうための活動を主催するさいに使用されている。
1997年、ミャンマー出身でエジプトのカイロにあるアズハル学院でイスラム法学を学んだ閃耀武がイマームになった。彼の任務は教務と宣教師活動を行うことで、在任中、彼は4年間で50回以上もの金曜礼拝を行い、その説教の一部を本にして台湾中のモスクへ送った。
2003年、サウジアラビアのメディナ大学を卒業した保孝廉が副会長になった。彼は教務を担当し、若い台湾人ムスリムに、休日と週末にはモスクへ来てクルアーンとアラビア語を学ぶように勧めた。それによって、台中のムスリムのイスラーム文化への理解は高まったと言われる
。

## 建築

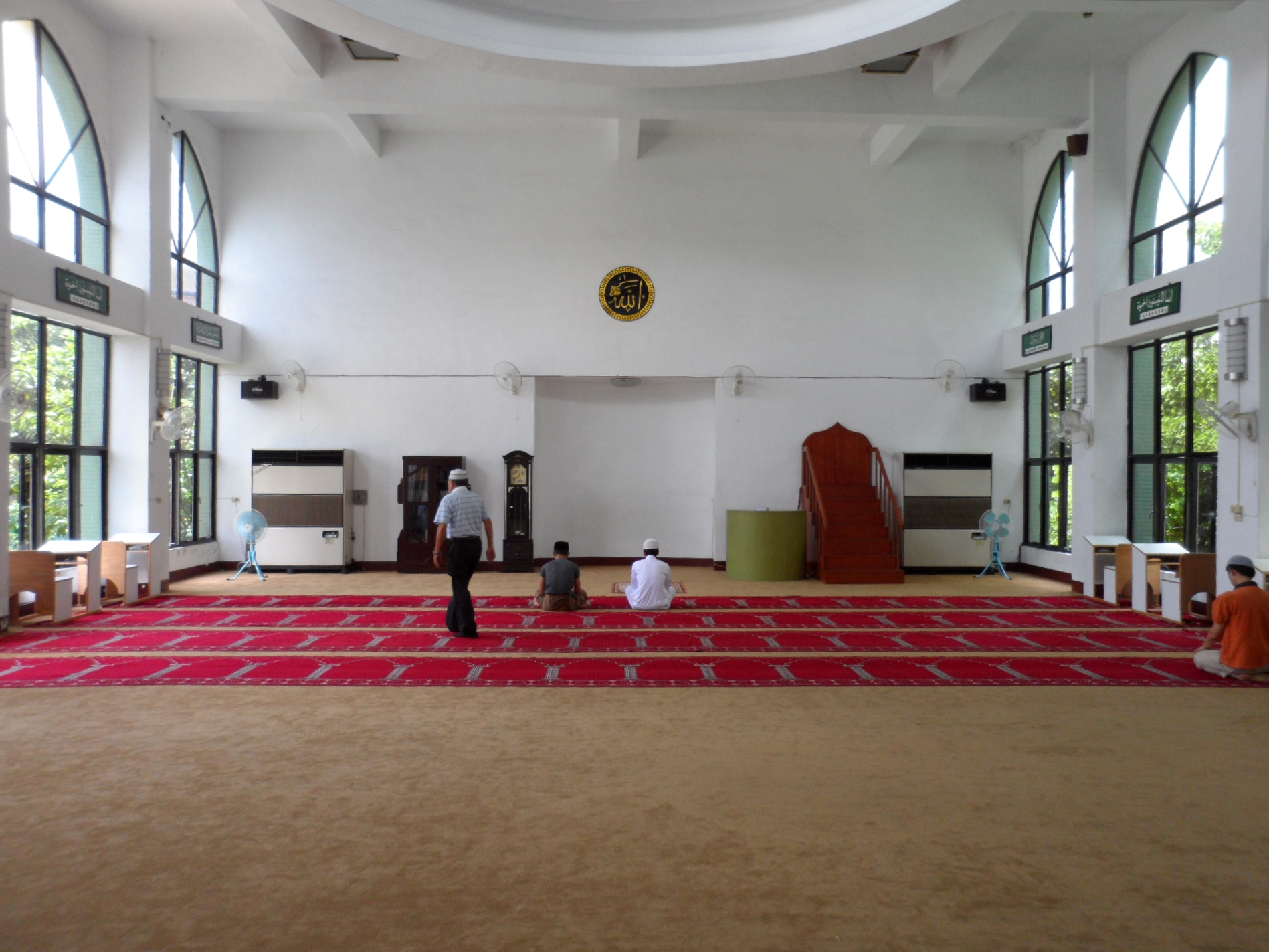
台中清真寺の礼拝室

1990年からの再建で、モスクは3階建てとなり、売店、イスラム料理レストラン、イマームの寮、教室、ムスリム墓地などが増設された。

## アクセス
台中清真寺は台湾鉄道の大慶駅から徒歩でアクセス可能である。将来的には台中メトロの南屯駅が最寄り駅となる予定である。